# Забун, Артём Степанович
Артём Степанович Забун (рум. Artiom Zabun; род. 23 апреля 1996, Etulia, Гагаузия) — молдавский футболист, нападающий клуба ТСК.

## Клубная карьера
Воспитанник футбольного клуба «Шериф», в котором играл в основном за вторую команду. 21 мая 2014 года дебютировал в молдавском элитном дивизионе, выйдя на замену во втором тайме матча против «Тирасполя» (1:0). В первой половине 2016 играл в Национальном дивизионе за «Саксан», а впоследствии стал игроком клуба второго дивизиона «Виктория», в составе которого за полгода забил 21 гол в 12 матчах.
В январе 2017 года подписал трехлетний контракт с белорусским клубом «Крумкачы». 2 апреля дебютировал в Высшей лиге в матче против «Витебска». В августе 2017 года был отдан в аренду молдавскому клубу «Сфынтул Георге», где до конца сезона сыграл в 8 матчах.
В январе 2018 года, после просмотра стал игроком клуба «Сабаха» со второго дивизиона Азербайджана. В августе 2018 года проходил просмотр в гродненском «Немане», однако безуспешно и в итоге вернулся в бардарскую «Викторию». В марте 2019 года присоединился к дебютанту элитного дивизиона Молдовы — клубу «Кодру» (Лозова).
В июле 2019 года стало игроком клуба «Политехника» из второго дивизиона Румынии.

## Международная карьера
17 января 2017 года дебютировал за национальную сборную Молдавии, выйдя на замену Игорю Бугаёву в товарищеском матче против сборной Катара (1:1).

## Достижения
- Чемпион Молдавии: 2013/14